# Final de la Copa Mercosur 1999

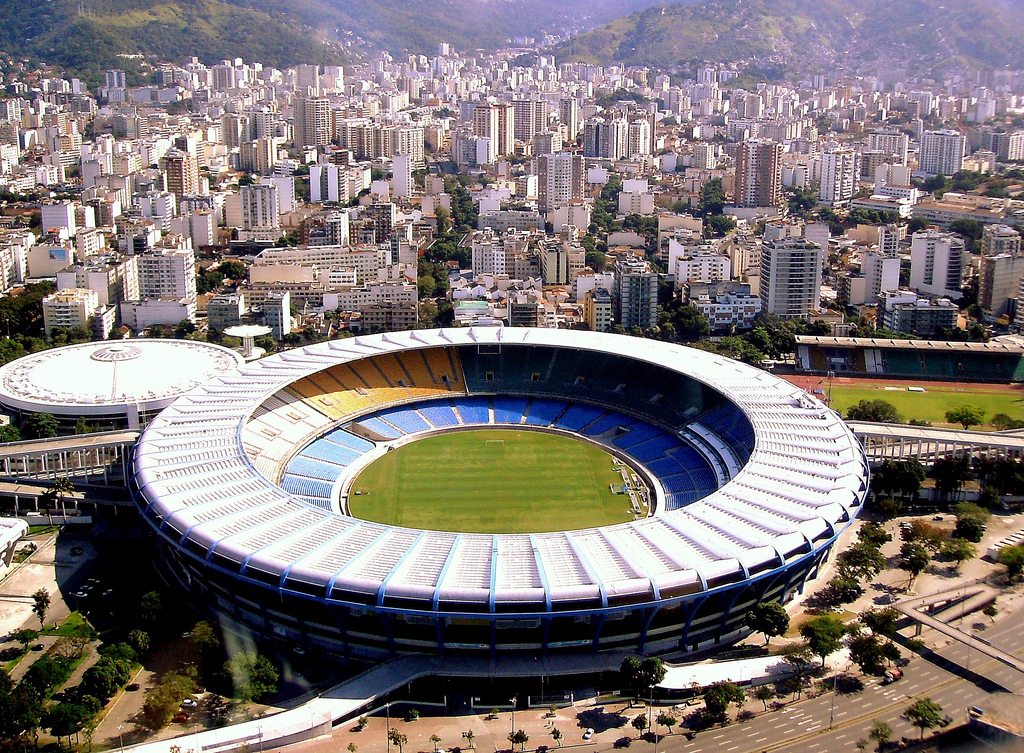
Estadio Maracaná, sede de la final de ida, la cual culminaría con un resultado de Flamengo 4 - 3 Palmeiras.

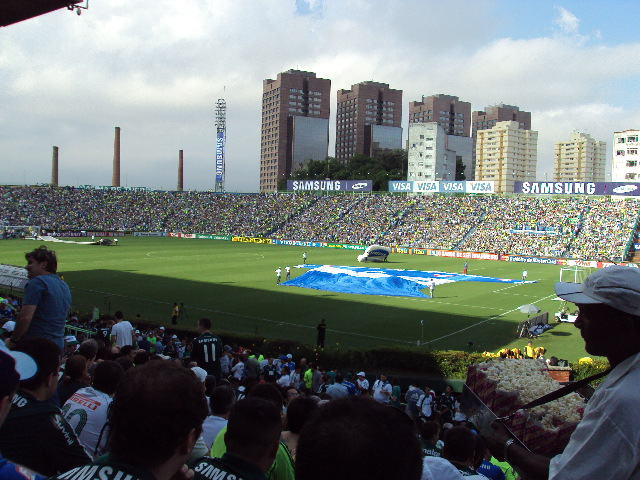
Parque Antártica, sede la final de vuelta, la cual culminaría con un resultado de Palmeiras 3 - 3 Flamengo. Resultado que le permitiría al Flamengo dar la vuelta olímpica.

La final de la Copa Mercosur 1999 fue disputada entre el Palmeiras y el Flamengo, ambos de Brasil. El Palmeiras llegaba por segunda vez a la final de la Copa Mercosur y buscaba ganarla de manera consecutiva y convertirse en bicampeón del torneo. Mientras que el Flamengo llegaba por primera vez a la final de la Copa Mercosur y buscaba ganarla por primera vez.
La final de ida se jugó el 16 de diciembre de 1999 en el Estadio Maracaná en donde el Flamengo le ganaría por 4 a 3 al Palmeiras. La final de ida se jugó el 20 de diciembre de 1999 en el Parque Antártica en donde ambos equipos igualarían 3 a 3, resultado que le permitía al Flamengo consagrarse campeón, además de dar la vuelta olímpica —debido a que tenía más puntos—. Siendo la primera vuelta olímpica de la Copa Mercosur.
Era la segunda vez que dos equipos de un mismo país jugaban la final de la Copa Mercosur, motivo por el cual todos los partidos de la final se jugaron en Brasil.

## Finalistas
| Equipo    | Finales jugadas anteriormente |
| --------- | ----------------------------- |
| Palmeiras | 1998                          |
| Flamengo  | Ninguna                       |

## Enfrentamientos

### Tabla de posiciones en la final
| Equipo    | PTOS | PJ | PG | PE | PP | GF | GC | DG |
| --------- | ---- | -- | -- | -- | -- | -- | -- | -- |
| Flamengo  | 4    | 2  | 1  | 1  | 0  | 7  | 6  | +1 |
| Palmeiras | 1    | 2  | 0  | 1  | 1  | 6  | 7  | –1 |

### Resultados
| Bandera de Brasil | vs. | Bandera de Brasil |
| Palmeiras 3       | vs. | Flamengo 4 3      |

| Puntos Palmeiras 1 - 4 Flamengo |

### Detalles
| 16 de diciembre de 1999 | Flamengo                              | 4:3 (1:1) | Palmeiras                                          | Estadio Maracaná, Río de Janeiro                                              |                                                                               |
| 21:45                   | Juan 5' · Caio 70' 73' · Reinaldo 84' |           | 44' Júnior Baiano · 67' Asprilla · 72' Paulo Nunes | Asistencia: 13 414 espectadores Árbitro(s): Wílson de Souza Mendonça (Brasil) | Asistencia: 13 414 espectadores Árbitro(s): Wílson de Souza Mendonça (Brasil) |

| 20 de diciembre de 1999                      | Palmeiras                             | 3:3 (1:0) | Flamengo                               | Parque Antártica, São Paulo                                          |                                                                      |
| 21:45                                        | Arce 20' (pen.) 57' · Paulo Nunes 65' |           | 46' Caio · 56' Rodrigo Mendes · 83' Lê | Asistencia: 32 000 espectadores Árbitro(s): Luciano Almeida (Brasil) | Asistencia: 32 000 espectadores Árbitro(s): Luciano Almeida (Brasil) |
| Primera vuelta olímpica en la Copa Mercosur. |                                       |           |                                        |                                                                      |                                                                      |

### Alineaciones

#### Ida
|  | Flamengo 4 | Palmeiras 3 |

| FLAMENGO:               |
| Clemer                  |
| Maurinho                |
| Juan 5'                 |
| Célio Silva             |
| Athirson                |
| Leandro Ávila           |
| Marcelo Rosa 63'        |
| Leonardo Inácio         |
| Iranildo 45'            |
| Reinaldo 89'            |
| Leandro Machado 76' 78' |
| Carlinhos (DT)          |
| Cambios:                |
| Caio 45' 70' 73'        |
| Rodrigo Mendes 63'      |
| Jorginho 78'            |

| PALMEIRAS: |                             |
| 1          | Marcos                      |
| 2          | Francisco Arce              |
| 3          | Júnior Baiano 36' 44'       |
| 25         | Galeano                     |
| 6          | Júnior                      |
| 16         | Rogério                     |
| 8          | César Sampaio a'            |
| 10         | Alex b'                     |
| 11         | Zinho                       |
| 7          | Paulo Nunes 72'             |
| 20         | Faustino Asprilla 5' 67' c' |
| DT         | Luiz Felipe Scolari         |
| Cambios:   |                             |
| 18         | Edmílson a'                 |
| 24         | Euller b'                   |
| 19         | Jackson c'                  |

#### Vuelta
|  | Palmeiras 3 | Flamengo 3 |

| PALMEIRAS:                    |
| Marcos                        |
| Francisco Arce 20' (pen.) 57' |
| Júnior Baiano                 |
| Cléber                        |
| Júnior                        |
| César Sampaio                 |
| Zinho                         |
| Alex                          |
| Faustino Asprilla             |
| Euller                        |
| Paulo Nunes 65'               |
| Luis Felipe Scolari (DT)      |
| Cambios:                      |
| Edmílson                      |
| Rogério                       |
| Oséas                         |

| FLAMENGO: |                    |
| 1         | Clemer             |
| 2         | Maurinho           |
| 13        | Célio Silva        |
| 20        | Juan               |
| 6         | Athirson           |
| 8         | Leandro Ávila      |
| 23        | Marcelo Rosa       |
| 19        | Leonardo Inácio    |
| 16        | Caio 46'           |
| 9         | Leandro Machado    |
| 24        | Reinaldo           |
| DT        | Carlinhos          |
| Cambios:  |                    |
| 22        | Lê 83'             |
| 18        | Rodrigo Mendes 56' |
| 18        | Iranildo           |

|                              |
|                              |
| Campeón Flamengo 1.er título |

| Predecesora: 1998 | Final de la Copa Mercosur 1999 | Sucesora: 2000 |

- Datos: Q18478624